# Yaphet Kotto
Yaphet Frederick Kotto (ur. 15 listopada 1939 w Nowym Jorku, zm. 15 marca 2021 w Manili na Filipinach) – amerykański aktor filmowy i telewizyjny.
Jego najbardziej pamiętne role to: Kananga – przeciwnik Jamesa Bonda w filmie Żyj i pozwól umrzeć (1973) oraz Parker  – członek załogi statku Nostromo w filmie Ridleya Scotta Obcy – ósmy pasażer Nostromo (1979).

## Życiorys

### Wczesne lata
Jego rodzicami byli pochodząca z Panamy pielęgniarka Gladys Marie i Avraham Kotto (urodzony jako Njoki Manga Bell), biznesmen z Kamerunu; który wyemigrował do Stanów Zjednoczonych w 1920. W swojej wydanej w 1999 autobiografii Royalty Kotto twierdził, iż jego ojciec był Żydem i koronnym księciem Kamerunu. Pradziadek aktora miał pod koniec XIX wieku rządzić regionem Duala w Kamerunie i również być praktykującym Żydem. Rodzina Kotto ze strony ojca miała wywodzić się z Izraela, później wyemigrowała do Egiptu, a następnie osiadła w Kamerunie. Byli więc afrykańskimi Żydami od wielu pokoleń. Kotto twierdzi również, że jest potomkiem królowej Wiktorii; czemu zaprzeczyło biuro prasowe  Pałacu Buckingham.
Został wychowany w tradycji żydowskiej i wyznawał judaizm.

### Kariera
W wieku 16 lat, Kotto studiował aktorstwo w Actors Mobile Theater Studio, a mając 19 lat zadebiutował w spektaklu Otello. Wkrótce przyłączył się do nowojorskiego Actors Studio. Po występie w sztukach off-broadwayowskich – Czarny poniedziałek (1962), Blood Knot (1962) z Jamesem Earlem Jonesem i The Great Western Union (1965) jako Kubla, trafił na Broadway jako John w komedii muzycznej Zulu i Zayda (1965) u boku Ossiego Davisa i jako Jack Jefferson w przedstawieniu Howarda Sacklera Wielka biała nadzieja (1969).
Zadebiutował na kinowym ekranie w westernie komediowym Roberta Aldricha Czworo z Teksasu (4 for Texas, 1963) z Frankiem Sinatrą. W 1967 nagrał singiel – „Have You Ever Seen The Blues” / „Have You Dug His Scene” (wyd. Chisa Records, CH006). W westernie Henry’ego Hathawaya Poker (5 Card Stud, 1968) z Deanem Martinem i Robertem Mitchum wystąpił w roli barmana, a w dramacie kryminalnym Normana Jewisona Afera Thomasa Crowna (The Thomas Crown Affair, 1968) ze Steve’em McQueenem i Faye Dunaway pojawił się jako złodziej. W pierwszym sezonie serialu CBS Hawaii Five-O (1968) zagrał Johna T. Austona, zdezorientowanego kaprala Marine Lance. Stał się powszechnie znany dzięki kreacji karaibskiego dyktatora – doktora Kanangi oraz jego alter ego Mr. Biga w filmie o przygodach Jamesa Bonda Żyj i pozwól umrzeć (1973). Po występie jako ugandyjski dyktator Idi Amin w sensacyjnym dramacie historycznym Irvina Kershnera Atak na Entebbe (Raid on Entebbe, 1976), znalazł się w obsadzie dramatu kryminalnego Paula Schradera Niebieskie kołnierzyki (Blue Collar, 1978) jako uliczny robotnik samochodowy Detroit i filmu Ridleya Scotta Obcy – ósmy pasażer Nostromo (1979) jako inżynier Dennis Parker, członek załogi statku Nostromo. Inne znaczące role stworzył w filmach: Więzień Brubaker (1980), Uciekinier (1987) i Zdążyć przed północą (1988). Odrzucił rolę Lando Calrissiana w filmie Gwiezdne wojny: część V – Imperium kontratakuje (1980) obawiając się zaszufladkowania i jako kapitan Jean-Luc Picard w serialu Star Trek: Następne pokolenie (1987).
Od 31 stycznia 1993 do 21 maja 1999 grał jedną z głównych ról Alphonse Michaela „Gee” Giardello Sr. z Departamentu Policji w Baltimore w serialu NBC Wydział zabójstw Baltimore (Homicide: Life on the Street).

## Życie prywatne
Yaphet Kotto był trzykrotnie żonaty. W latach 1959–1976 jego żoną była niemiecka imigrantka, Rita Ingrid Dittman, z którą miał troje dzieci. 29 stycznia 1976 poślubił Antoinette Pettyjohn. Mieli troje dzieci. W 1989 doszło do rozwodu. 12 lipca 1998 ożenił się z Filipinką Tessie Sinahon. Mieszkał w Baltimore w stanie Maryland.

### Śmierć
Zmarł 15 marca 2021 w Manili, stolicy Filipin, w wieku 81 lat.

## Filmografia

### Filmy
- Czworo z Teksasu (1963)
- Sprawa Thomasa Crowna (1968) jako Carl
- Poker (1968) jako Little George
- Prawo gwałtu (1970) jako Sonny Boy Mosby
- 110. ulica (1972) jako porucznik Pope
- Żyj i pozwól umrzeć jako Kananga (Mr. Big)
- Truck Turner (1974) jako Harvard Blue
- Raport dla komisarza (1975) jako Richard "Crunch" Blackstone
- Atak na Entebbe (1976) jako prezydent Idi Amin
- Niebieskie kołnierzyki (1978) jako Smokey James
- Obcy – ósmy pasażer Nostromo (1979) jako Dennis Parker
- Więzień Brubaker (1980) jako Richard "Dickie" Coombes
- Trybunał (1983) jako detektyw Harry Lowes
- Sygnał ostrzegawczy (1985) jako mjr Connolly
- Oko tygrysa (1986) jako J.B. Deveraux
- Uciekinier (1987) jako William Laughlin
- Zdążyć przed północą (1988) jako Alonzo Mosley
- Pułapka (1989) jako Lee Pitt
- Pod gruzami (1990) jako William McElroy
- Niewypał (1991) jako porucznik policji
- Freddy nie żyje: Koniec koszmaru (1991) jako Doc
- Pogranicze prawa (1993) jako detektyw Larson
- Władcy marionetek (1994) jako Ressler
- Skradzione serca (1996) jako agent FBI O’Malley
- Taniec na ostrzu noża (2001) jako kpt. Rick Sands
- Świadek bezbronny (2008) jako Ricardo Bodi

### Seriale TV
- Gunsmoke (1955–1975) jako Piney Biggs (gościnnie, 1970)
- Bonanza (1959–1973) jako Child Barnett (gościnnie, 1968)
- Tarzan (1966–1968) jako Kesho (gościnnie, 1967)
- Mannix (1967-75) jako Gabe Johnson/Gabriel Dillon (gościnnie, 1969)
- Hawaii Five-O (1968–1980) jako John T. Auston (gościnnie, 1969)
- Wyspa Fantazji (1977–1984) jako "Big" Gus Belly (gościnnie, 1983)
- Posterunek przy Hill Street (1981–1987) jako Calvin Matthias (gościnnie, 1985)
- Drużyna A (1983–1987) jako Charles "East-Side Charlie" F. Struthers  (gościnnie, 1983)
- Napisała: Morderstwo (1984−1996) jako porucznik Bradshaw (gościnnie, 1987)
- Detektyw w sutannie (1989–1991) jako porucznik Fleming (gościnnie, 1990)
- SeaQuest (1993–1996) jako kpt. Jack Clayton (gościnnie, 1993)
- Wydział zabójstw Baltimore (1993–1999) jako porucznik Al Giardello
- Prawo i porządek (1990−2010) jako porucznik Al Giardello (gościnnie, 1997)

## Publikacje
- Yaphet Kotto: The Royalty: A Spiritual Awakening. Cauldwell/Bissell Publishing, 1997. ISBN 0-9655950-1-3.